# Haru Haru
Haru Haru (Hangul: 하루하루, tiếng Anh: Day by Day) là một một ca khúc của nhóm nhạc nam Hàn Quốc Big Bang. Ca khúc được YG Entertainment phát hành vào ngày 8 tháng 8 năm 2008 với vai trò là đĩa đơn đầu tiên phục vụ cho đĩa mở rộng thứ ba của Big Bang mang tên Stand Up. "Haru Haru" trở thành một trong những đĩa đơn nổi tiếng nhất cũng như ca khúc bán chạy nhất Hàn Quốc của Big Bang. Nó cũng được xem như là một trong những đĩa đơn có ảnh hưởng lớn nhất tới làng nhạc pop Hàn Quốc. Phiên bản tiếng Nhật của "Haru Haru" đã được đưa vào album thứ ba của nhóm, The Best of Big Bang (2011), và cả phiên bản tiếng Nhật của album Alive (2012).

## Sáng tác
Với việc phát hành EP đầu tiên, Always (2007), Big Bang bắt đầu kết hợp nhiều thể loại âm nhạc đa dạng vào các sản phẩm, rời xa gốc hip hop thuần túy ban đầu của nhóm. Trong quá trình đó, Stand Up chính là bước thử nghiệm tiếp theo. Ca khúc "Haru Haru" được viết lời bởi G-Dragon, với phần phối khí do DJ Nhật Bản Daishi Dance đảm nhận. Nó được giới thiệu là sự kết hợp của một bài dance với một bản ballad hip hop, được dẫn dắt bởi giai điệu piano da diết. Âm thanh của đàn Synthesizer cũng xuất hiện trong "Haru Haru", được mô tả giống như một dàn nhạc đang lấp đầy “khoảng trống” của chính nó. Bản phối được lưu ý là có “sự đan xen nhịp độ một cách liền mạch” khiến người nghe “cảm thấy lo lắng”. "Haru Haru" đã nhấn mạnh thêm cái gọi là “phong cách Big Bang” trong âm nhạc và là một bước đột phát so với “Lies”. Tamar Herman của Billboard phân tích về thành tố của ca khúc:
Ca khúc bắt đầu đơn giản với giai điệu piano cùng với lời ca thì thầm cho tới khi đoạn rap trầm sâu của T.O.P bùng nổ, biến nó thành một bản ballad hip hop độc nhất vô nhị. Tông đọc rap tương phản của G-Dragon và T.O.P hòa quyện với nhau để tạo ra sự thay đổi rõ ràng so với tiếng hát nồng nàn của Daesung, Taeyang và Seungri, phần đệm của dàn nhạc thì thu hút tất cả mọi thứ cho một bản giao hưởng đỉnh cao. Gần mười năm sau khi phát hành, 'Haru Haru' vẫn là hình mẫu đại diện cho âm nhạc của Big Bang.

## Đón nhận
Là một trong những ca khúc nổi tiếng nhất của Big Bang, "Haru Haru" nhìn chung được đánh giá tích cực. Billboard ca ngợi "Haru Haru" là một “kiệt tác trải nghiệm”, khẳng định nó là ca khúc hay thứ nhì của Big Bang. Trong một cuộc khảo sát với sự tham gia của 30 chuyên gia trong lĩnh vực âm nhạc của tạp chí Dong-a Ilbo, Hàn Quốc, “Haru Haru” được chọn là một trong những bài nhạc thần tượng nam hay nhất trong suốt 20 năm qua. Spinditty cảm thấy rằng ca khúc "mang một màu sắc hoài cổ, truyền tải câu chuyện tình bi thảm, buồn và sâu lắng.” Sun-Times đưa “Haru Haru” vào danh sách những ca khúc hay nhất của Big Bang, gọi nó là “một ca khúc trường tồn của nhóm nhạc”.
E. Alex Jung của Vulture gọi “Haru Haru” là “ca khúc không thể tranh cãi của thập kỷ”. Bàn về sức ảnh hưởng của đĩa đơn, Jung viết rằng dù "Haru Haru" chỉ thể hiện một âm hưởng “đã từng là sáng tạo” nhưng kể từ khi ra mắt, nó “được sao chép và chuẩn hóa đến mức hầu như mọi nhóm nhạc nam hiện nay đều sở hữu một rapper lôi cuốn với chất giọng bùng nổ.” Jung kết luận “Haru Haru” “chạm tới ‘hơi thở thời đại’, khi kết hợp sự cuốn hút của các ca khúc thất tình với sự sôi nổi của hip hop, lan tỏa nhanh chóng trong cộng đồng K-pop.” Tamar Herman từ trang tin KpopStarz chọn "Haru Haru" là một trong những ca khúc đỉnh cao nhất của Big Bang, ngưỡng mộ khả năng nghệ thuật của cả nhóm và cái cách mà mọi thành viên có thể tỏa sáng.

## Video ca nhạc
Video ca nhạc của "Haru Haru" kể một câu chuyện mà trong đó nhân vật chính (G-Dragon) nghi ngờ rằng cô bạn gái (Park Min-young) đang hẹn hò với cậu bạn của anh (T.O.P), được mở đầu bằng màn ẩu đả của hai nam chính. Tới cuối video, sự thật mới được phơi bày, Park Min-young chỉ đang hợp tác với T.O.P để giả vờ phản bội G-Dragon vì cô đang mắc bệnh hiểm nghèo và muốn giải thoát cho người yêu khỏi nỗi đau khi biết tin mình sắp chết. G-Dragon biết điều này quá trễ và chỉ đến bệnh viện khi mà bạn gái anh đã qua đời. Video ca nhạc “Haru Haru” được đón nhận nồng nhiệt, được đánh giá cao vì có “cốt truyện đau lòng” và được công nhận là sản phẩm kinh điển cũng như là video ca nhạc buồn nhất của năm chàng trai. Năm 2016, người hâm mộ đã bình chọn "Haru Haru" là video ca nhạc được yêu thích nhất của Big Bang. Nó có một phiên bản giễu nhại, được thực hiện bởi dàn diễn viên của chương trình truyền hình Hàn Quốc Thử thách cực đại, phát trong lễ hội cuối năm 2008.

## Danh sách ca khúc đĩa đơn
| STT | Nhan đề                            | Phổ lời  | Phổ nhạc               | Arrangement  | Thời lượng |
| --- | ---------------------------------- | -------- | ---------------------- | ------------ | ---------- |
| 1.  | "Day by Day" (하루하루; Haru Haru) | G-Dragon | G-Dragon, Daishi Dance | Daishi Dance | 4:15       |

| Phiên bản tiếng Nhật | Phiên bản tiếng Nhật | Phiên bản tiếng Nhật                         | Phiên bản tiếng Nhật   | Phiên bản tiếng Nhật | Phiên bản tiếng Nhật |
| STT                  | Nhan đề              | Phổ lời                                      | Phổ nhạc               | Arrangement          | Thời lượng           |
| -------------------- | -------------------- | -------------------------------------------- | ---------------------- | -------------------- | -------------------- |
| 1.                   | "Haru Haru"          | Shikata, iNoZzi, Fujibayashi Shoko, G-Dragon | G-Dragon, Daishi Dance | Daishi Dance         | 4:16                 |

## Thương mại
“Haru Haru” được phát hành trước khi Bảng xếp hạng âm nhạc Gaon ra đời, nơi mới chỉ bắt đầu theo dõi danh số bán nhạc từ năm 2010. Khi mới ra mắt, “Haru Haru” đã dẫn đầu một số bảng xếp hạng trực tuyến và giữ ngôi vị quán quân trên Bảng xếp hạng âm nhạc Melon trong bảy tuần liên tiếp. Nó cũng trở thành một trong những đĩa đơn thành công nhất mọi thời đại ở Hàn Quốc, bán được hơn 5,4 triệu lượt tải kỹ thuật số chỉ riêng ở nước này. Năm 2016, "Haru Haru" được tiết lộ là ca khúc được tải xuống nhiều thứ năm ở Hàn Quốc kể từ năm 2006. Ca khúc đứng ở vị trí thứ tám trong bảng xếp hạng thập niên đầu 2000 của Melon. Còn trên Cyworld, "Haru Haru" là ca khúc bán chạy nhất năm 2008 và là ca khúc bán chạy thứ sáu mọi thời đại.

## Xếp hạng
| Bảng xếp hạng                      | Vị trí cao nhất |
| ---------------------------------- | --------------- |
| US World Digital Songs (Billboard) | 13              |

### Doanh số
| Khu vực    | Doanh số  |
| ---------- | --------- |
| Hàn Quốc   | 5.433.290 |
| Trung Quốc | 845.000   |

## Giải thưởng và đề cử
| Năm  | Đơn vị trao giải             | Hạng mục đề cử                       | Kết quả   | Chú thích     |
| ---- | ---------------------------- | ------------------------------------ | --------- | ------------- |
| 2008 | Mnet Asian Music Awards      | Ca khúc House và Electronic hay nhất | Đề cử     | [ 26 ] [ 27 ] |
| 2008 | Mnet Asian Music Awards      | Nhóm nhạc nam xuất sắc nhất          | Đoạt giải | [ 26 ] [ 27 ] |
| 2008 | Mnet Asian Music Awards      | Ca khúc của năm                      | Đề cử     | [ 26 ] [ 27 ] |
| 2008 | Mnet Asian Music Awards      | Nghệ sĩ của năm                      | Đoạt giải | [ 26 ] [ 27 ] |
| 2008 | Cyworld Digital Music Awards | Ca khúc của tháng (tháng 8)          | Đoạt giải | [ 28 ]        |

### Giải thưởng từ các chương trình âm nhạc
| Chương trình        | Ngày nhận giải   |
| ------------------- | ---------------- |
| Inkigayo (SBS)      | 24 tháng 8, 2008 |
| Inkigayo (SBS)      | 31 tháng 8, 2008 |
| Inkigayo (SBS)      | 7 tháng 9, 2008  |
| M! Countdown (Mnet) | 4 tháng 9, 2008  |
| M! Countdown (Mnet) | 25 tháng 9, 2008 |
| Music Bank (KBS)    | 22 tháng 8, 2008 |
| Music Bank (KBS)    | 5 tháng 9, 2008  |
| Music Bank (KBS)    | 12 tháng 9, 2008 |
| Music Bank (KBS)    | 19 tháng 9, 2008 |
| Music Bank (KBS)    | 26 tháng 9, 2008 |